# تپه کهتر
تپه کهتر مربوط به دوره ساسانیان -قرون میانه دوران‌های تاریخی پس از اسلام است و در شهرستان سنقر، بخش مرکزی، روستای کهتر واقع شده و این اثر در تاریخ ۱۲ تیر ۱۳۸۴ با شمارهٔ ثبت ۱۲۰۴۴ به‌عنوان یکی از آثار ملی ایران به ثبت رسیده‌است.